# Остання пісня Марії Стюарт
«Оста́ння пі́сня Марі́ї Стюарт» — вірш Лесі Українки.
Вперше надруковано в журналі «Зоря», 1888, № 24, стор. 405, під заголовком «Прощальна пісня Марії Стюарт» з такою авторською приміткою:
|  | Сонет сей написала славутна безталанниця Марія Стюарт, сидячи у темниці, 1586 р. 22 листопада, після того, як дізналась, що смертний вирок її вже підписаний жорстокою сперечницею Єлизаветою. Чулая лебединая пісня Марії, зложена в таку хвилину, дивує ще більше штучною літературною формою сонета. |

Автографи — ІЛІШ, ф. 2, № 746, стор. 7, та ІЛІШ, ф. 2, № 747, стор. 61.
Датується орієнтовно 1888 р. на підставі першодруку.